# 逆探知
逆探知（ぎゃくたんち）とは、通信等を受信した際に逆に回線を辿って発信元を特定すること。

## 概要
日本では誘拐・恐喝・脅迫（ストーカー被害）などにおいて犯人から電話をかけてきた場合、犯人の発信元をつきとめるため、被害者の同意を得て、電気通信事業者に対して逆探知を要請して発信元を突き止める。それによって、犯人の場所を突き止めて事件を解決する材料になる。

### 電子交換機以前
日本で逆探知が犯罪捜査に使われるきっかけとなったのは、1963年に起きた吉展ちゃん誘拐殺人事件である。当時、日本国内の一般電話サービスを独占していた日本電信電話公社は「通信の守秘義務」を主張して、逆探知を認めなかった。このため、犯人から被害者家族にかけられた電話の発信元を調べることができなかった。警視庁の強い要請により、事件発生から約1か月後に郵政大臣の通達により公社が協力することとなる。約半年後の10月4日の閣議で「受信者の了解があり、脅迫者を当局がつきとめるための逆探知であれば、通信の秘密をおかすことにならない」との見解が示され、条件付きで逆探知を犯罪捜査に利用できるようになった。
以後、誘拐以外の犯罪捜査にも逆探知が行われるようになり、1965年には恐喝未遂の捜査にも逆探知が利用され、容疑者が検挙された記録も残る。
かつて電子交換機以前の時代は、ステップ・バイ・ステップ交換機の着信先から発信元までの間経由する交換機を目視で追跡していたため、長い時間通話していないと逆探知できなかったという。また茨城0280局など特殊局番を通過されると混乱を来した(茨城の市外局番は土浦・水戸収容で頭3桁が029だが、県西地区のみ029圏内の展開に先立って宇都宮方(栃木028圏)に接続されている)。しかしやがて電話加入回線の増加に伴ってクロスバー交換機になり、収容局内の交換機が1体化されたため一気に精度は増した。
テレビドラマや映画で被害者宅（着信する電話の有る場所）で逆探知時に使っている装置は録音装置(テープレコーダー)及び会話を複数人で聞く事を行う装置で有り逆探知装置ではない。逆探知の追跡は捜査機関の要請により通信事業者が交換機の記録を調べていた。

### 電子交換機およびそれ以降
電話交換機が電子交換機化されてからは自動的に通話記録が残るようになっているため、通話が切られた後からでも発信元の特定が可能である。
携帯電話の場合も発信元の契約IDなどが記録されているため回線契約者を特定できるが、固定電話と異なり、実際に発信された場所については基地局から位置を推定することしかできない。
なお、非通知はあくまで相手の端末に発信者番号を開示するか否かのサービスで、交換器では発信元・発信先の情報は記録されている。いずれの場合も、通信記録の開示には特定の手続きが必要となる。
110番・118番・119番への緊急通報では、発信元情報の通知が制度化されており、別途の手続きを経ずとも発信地表示システム等により発信元の位置を即座に特定することが可能である（通信指令台の画面に直接表示される）。携帯電話からの発信についても2007年に制度化され、携帯電話にGPS端末機能が搭載されている場合には詳細な位置情報を取得できるようになっている。